# Arab Air Carriers Organization
Arab Air Carriers Organization (arab. الإتحاد العربي للنقل الجوي) – regionalna organizacja międzynarodowa działająca na zasadach non-profit, zrzeszająca linie lotnicze państw arabskich.
Powstała w 1965 w ramach Ligi Państw Arabskich. Celem jej działania na rzecz poprawy jakości i standardów bezpieczeństwa arabskich linii lotniczych. AACO ma swoją siedzibę w Bejrucie w Libanie, zaś jej Centrum Szkoleniowe w Ammanie w Jordanii.
AACO ściśle współpracuje z IATA i ICAO.

## Członkowie
W 2025 w skład AACO wchodziło 37 linii lotniczych:
| Linia lotnicza       | Kraj             | Rok dołączenia | Sojusz lotniczy |
| -------------------- | ---------------- | -------------- | --------------- |
| Afriqiyah Airways    | Libia            | 2002           | –               |
| Air Algerie          | Algeria          | 1971           | –               |
| Air Arabia           | ZEA              | 2004           | –               |
| Air Cairo            | Egipt            | 2007           | –               |
| Badr Airlines        | Sudan            | 2015           | –               |
| Berniq Airways       | Libia            | 2024           | –               |
| EgyptAir             | Egipt            | 1965           | Star Alliance   |
| Emirates             | ZEA              | 1989           | –               |
| Etihad Airways       | ZEA              | 2004           | –               |
| flyadeal             | Arabia Saudyjska | 2023           | –               |
| flydubai             | ZEA              | 2014           | –               |
| flynas               | Arabia Saudyjska | 2012           | –               |
| Global Aviation      | Irak             | 2025           | –               |
| Gulf Air             | Bahrajn          | 1971           | –               |
| Iraqi Airways        | Irak             | 1965           | –               |
| Jordan Aviation      | Jordania         | 2004           | –               |
| Kuwait Airways       | Kuwejt           | 1965           | –               |
| Libyan Airlines      | Libia            | 1970           | –               |
| Mauritania Airlines  | Mauretania       | 2015           | –               |
| Middle East Airlines | Liban            | 1965           | SkyTeam         |
| Nesma Airlines       | Egipt            | 2022           | –               |
| Nile Air             | Egipt            | 2014           | –               |
| Nouvelair            | Tunezja          | 2011           | –               |
| Oman Air             | Oman             | 1997           | Oneworld        |
| Palestinian Airlines | Palestyna        | 1999           | –               |
| Qatar Airways        | Katar            | 1997           | Oneworld        |
| Red Sea Airlines     | Egipt            | 2023           | –               |
| Riyadh Air           | Arabia Saudyjska | 2023           | –               |
| Royal Air Maroc      | Maroko           | 1974           | Oneworld        |
| Royal Jordanian      | Jordania         | 1965           | Oneworld        |
| Saudia               | Arabia Saudyjska | 1965           | SkyTeam         |
| Sudan Airways        | Sudan            | 1965           | –               |
| Syrian Air           | Syria            | 1965           | –               |
| Tarco Aviation       | Sudan            | 2019           | –               |
| Tassili Airlines     | Algeria          | 2012           | –               |
| Tunisair             | Tunezja          | 1972           | –               |
| Yemenia              | Jemen            | 1965           | –               |